# Guolina fulgida
Guolina fulgida är en stekelart som beskrevs av Heydon 1994. Guolina fulgida ingår i släktet Guolina och familjen puppglanssteklar. Inga underarter finns listade i Catalogue of Life.